# Montmartin
Montmartin é uma comuna francesa na região administrativa de Altos da França, no departamento de Oise. Estende-se por uma área de 3,33 km². Em 2010 a comuna tinha 268 habitantes (densidade: 80,5 hab./km²).